# Duncan Heaton-Armstrong

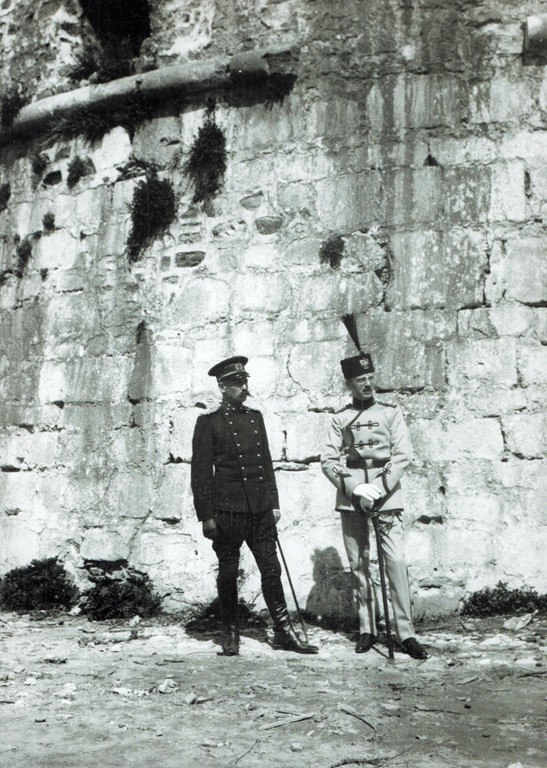
Heaton-Armstrong (rechts) neben dem niederländischen General De Veer im Frühjahr 1914 in Durrës

William Duncan Francis Heaton-Armstrong (* 29. September 1886 in Bled, Slowenien, damals Österreich-Ungarn; † 1. Mai 1969 Holymount, Stanley Hill bei Bosbury, Hertfordshire, Vereinigtes Königreich) war ein britischer Offizier.

## Leben und Tätigkeit

### Frühe Jahre
Heaton-Armstrong  entstammte dem Adelsgeschlecht Armstrong und war ein Sohn des anglo-irischen Offiziers William Charles Heaton-Armstrong (1853–1917) und dessen Frau Bertha Maximiliana Freiin Zois von Edelstein († 1949), einer Österreicherin. Seine Familie war bereits in dritter Generation in Österreich ansässig, nachdem dessen Großvater John Armstrong 1831 in k. k.-Dienste getreten war und 1849 in die Familie Mayr (von Melnhof) eingeheiratet hatte. Er beherrschte daher Deutsch und Englisch gleichermaßen als Muttersprache, zudem sprach er Französisch und Italienisch fließend.
Von 1900 bis 1903 besuchte Heaton-Armstrong das Eton College. Anschließend trat er in die Armee ein. 1904 wurde er dem 3. Bataillon der Lancaster Fusiliers zugeteilt.
Nach einem erfolglosen Aufnahmegesuch am Trinity College der Universität Cambridge verbrachte er ein Jahr zur Aufbesserung seiner Sprachkenntnisse in Frankreich und Italien.

### Tätigkeit als Privatsekretär von Wilhelm zu Wied

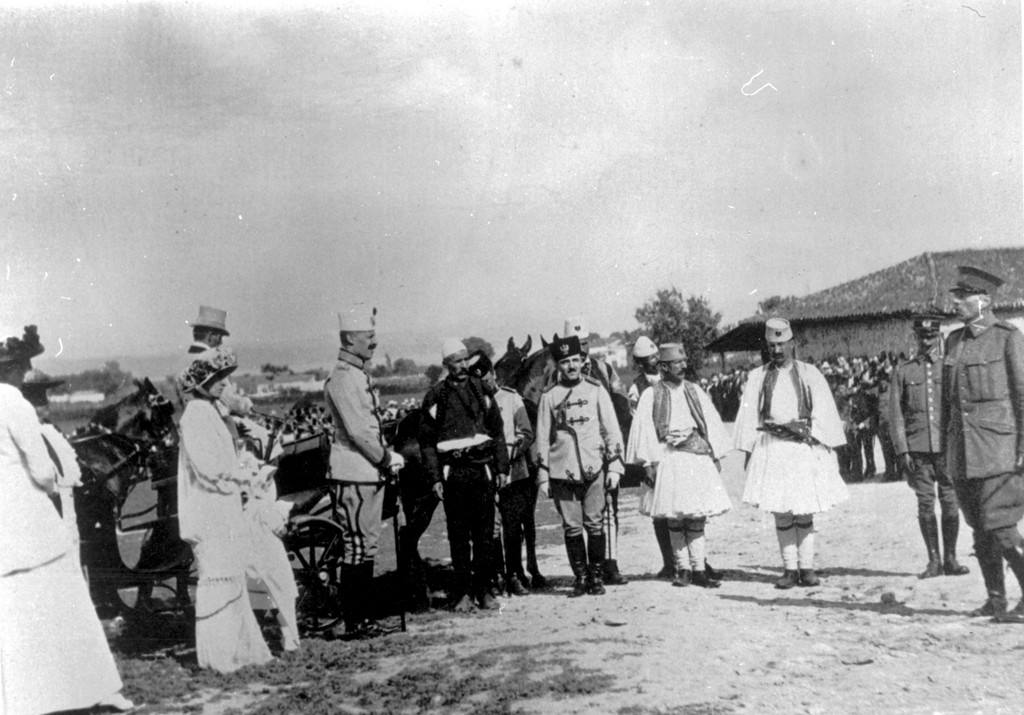
Duncan Heaton-Armstrong rechts neben dem Prinzen, seiner Frau und Isa Boletini

Anfang Januar 1914 wurde Heaton-Armstrong von seinem Regiment entsandt und trat als Aide-de-camp in den Dienst des Prinzen Wilhelm zu Wied, der in diesem Jahr auf Betreiben von Deutschland und Österreich-Ungarn als Wilhelm I. als Fürst des 1912 unabhängig gewordenen Albanien eingesetzt wurde. Bis zum August 1914, als die kurzlebige Monarchie in Albanien wieder zusammenbrach, stand Heaton-Armstrong dem Fürsten in dieser Funktion sowie als Verwalter seiner „Privatschatulle“ (d. h. seines Privatvermögens) zur Seite. Zusammen unternahmen beide unter anderem im Februar 1914 eine Rundreise durch Europa, während der sie Rom, London, Wien, Paris und Sankt Petersburg besuchten. Am 7. März kamen der Fürst und sein Hof in Durrës an, wo sie ihre Residenz in einem zweistöckigen Haus bezogen.
Am 19. Mai 1914 verhaftete Heaton-Armstrong persönlich Essad Pasha Toptani, einen der Hauptgegner des neu errichteten Fürstentums. Der Zusammenbruch der Monarchie von Wilhelm I. war jedoch nicht mehr abzuwenden: Diese wurde unter anderem durch Aufstände der muslimischen Bevölkerung in Mittelalbanien kurz vor Ausbruch des Ersten Weltkriegs gestürzt.
Im August 1914 geleitete Heaton-Armstrong die Kinder und Hofdamen auf Geheiß von Wilhelm I. nach Deutschland, um diese in Sicherheit zu bringen. Ziel war Waldenburg bei Zwickau, die Heimat der Fürstin. Als britischer Offizier wurde er jedoch bereits in München in Haft genommen, da inzwischen der Erste Weltkrieg ausgebrochen war. Er bezeichnete sich selbst als wohl ersten Kriegsgefangenen des Weltkrieges. Die Zeit von 1914 bis 1916 verbrachte er im Schloss Celle. Im Juli 1916 konnte er im Zuge eines Gefangenenaustausches nach Großbritannien zurückkehren.
Im Januar 1917 trat Heaton-Armstrong im Range eines Majors in sein altes Regiment ein. Den restlichen Krieg verbrachte er als Zahlmeister bei den Lancaster Fusiliers in Frankreich. Zur selben Zeit hielt er den Titel „Lord of the Manor of Roscrea“.

### Späteres Leben
Im Dezember 1920 heiratete Heaton-Armstrong und kehrte nach Österreich zurück. Dort betätigte er sich bis 1938 als Geschäftsmann in Wien. Nach dem Anschluss Österreichs an den NS-Staat floh er im März 1938 mit seiner Frau und den beiden Kindern in die Schweiz und siedelte von dort nach England über.
1937 nahm Heaton-Armstrong als Goldstaff Officer an der Krönung von George VI. und 1953 an der Krönung von Elisabeth II. teil.
Ende der 1930er Jahre geriet Heaton-Armstrong in das Visier der Polizeiorgane des nationalsozialistischen Deutschlands, die ihn als wichtige Zielperson einstuften: Im Frühjahr 1940 setzte das Reichssicherheitshauptamt in Berlin ihn dann auf die Sonderfahndungsliste G.B., ein Verzeichnis von Personen, die im Falle einer erfolgreichen deutschen Invasion Großbritanniens durch die Sonderkommandos der SS-Einsatzgruppen mit besonderer Priorität ausfindig gemacht und verhaftet werden sollten.
Während des Zweiten Weltkriegs leitete Heaton-Armstrong ein Kriegsgefangenenlager in Herefordshire, in dem italienische Gefangene untergebracht waren.

## Schriften
Ein von Heaton-Armstrong verfasstes Manuskript über das Sechsmonatskönigtum in Albanien basierend auf seinem Tagebuch wurde postum veröffentlicht:
- Albert Rakipi (Hrsg.): The Six Months' Kingdom – Albania 1914. Memories of private secretary of Prince William of Wied. Albanian Institute for International Studies, Tirana 2001, ISBN 99927-659-4-1.
- Gervase Belfield, Bejtullah Destani (Hrsg.): The Six Month Kingdom. Albania 1914. I.B. Tauris, London 2005, ISBN 978-1-85043-761-1